# Paul von Gersdorf
Paul von Gersdorf (* 24. Juni 1835 in Neustettin; † 28. Juli 1915 in Cummersdorf) war ein deutscher Geistlicher der katholisch-apostolischen Kirche, zuletzt als Engel (entsprechend einem Bischof).
Gersdorf, ein Doktor der Theologie, war 1867 Hofprediger in Muskau. Er versah ab 1878 das katholisch-apostolische Bischofsamt in Görlitz. Er war bekannt mit dem späteren Geistlichen Leopold Brunabend (1860–1918), dem er 1878 in Liegnitz in sein Stammbuch schrieb. Zudem gab Gersdorf einige Schriften des Erweckungstheologen Gottfried Menken (1768–1831) neu heraus.
Ab 1897 amtierte er als katholisch-apostolischer Bischof (Engel) in Halle (Saale).
Ab 1905 verlebte Gersdorf, „einer der seinerzeit bedeutendsten Geistlichen“ der katholisch-apostolischen Kirche, seinen Lebensabend in der Niederlößnitz, deren Gemeinde ab 1900 auch dort ein eigenes Gebetsversammlungslokal besaß. Diese Gemeinde gehörte zur, 1871 staatlich bestätigten, sächsischen katholisch-apostolischen Kirche in Dresden.
Gersdorf wurde auf dem Friedhof Radebeul-West beerdigt.

## Werke
als Prediger
- Der Mundschenk und der Bäcker des Königs Pharao : Predigt, gehalten am 14. Oct. 1867 vor der versammelten Kreissynode der Diöcese Rothenburg II; von Dr. Paul von Gersdorf Hofprediger in Muskau O/L. Preyss, Augsburg 1877. Neu herausgegeben von Peter Sgotzai, Beerfelden 2004 (Online; PDF; 189 kB).

als Autor
- Die Kirchenrestauration zu Frohburg. Festschrift zum 21. Juni 1879. Frohburg 1879.

als Herausgeber
- Gottfried Menken, Paul von Gersdorf (Hrsg., Vorw.): Das Monarchienbild. Eine Auslegung des 2. Kapitels des Propheten Daniel für unsere Zeit. Görlitz 1886. Neu herausgegeben von Peter Sgotzai, Beerfelden 2003 (Online; PDF; 469 kB).
- Gottfried Menken, Paul von Gersdorf (Hrsg., Vorw.): Der Messias ist gekommen. Eine Belehrung über 1. Johannes 5,4–12. Görlitz 1886. Neu herausgegeben von Peter Sgotzai, Beerfelden 2003 (Online; PDF; 427 kB).
- Über Glück und Sieg der Gottlosen: Eine Flugschrift aus dem Jahre 1795 von D. Gottfried Menken, weiland Pastor primarius an St. Martini in Bremen. Neu herausgegeben von Dr. Paul v. Gersdorf in Görlitz.